# Gymnosporia parviflora
Gymnosporia parviflora là một loài thực vật có hoa trong họ Dây gối. Loài này được (Vahl) Chiov. mô tả khoa học đầu tiên năm 1923.